# Йовчо Топалов
Йовчо Боянов Топалов е български лекар, офицер, генерал-майор, член-кореспондент на Българската академия на науките.

## Биография
Роден е на 15 юни 1931 г. в Оряхово. Първоначално завършва Първа софийска мъжка гимназия, а след това през 1954 г. медицина във Висшия медицински институт в София. Учи при професорите Веселин Матеев и Марин Петров. Разпределен е на работа в Белоградчик в местния полк. Само след 1 година подава молба за напускане и се премества да работи в армейската болница в Сливен. Там Топалов осъществява първата в света флебография на вена тестикуларис. Той първи внедрява контрастната диагностика в съдовата хирургия (1959), фибринолитичната терапия при тромбоемболитичните заболявания (1964), операцията при дъгата на аортата (1975), постфлебитния синдром (1965). Оперира с лекари като Генчо Кръстинов и Коста Стоянов. От 1960 г. работи като асистент по хирургия във Военномедицинска академия. Специализира в Прага, Бърно, Храдец Кралове, Краков, Лодз, Москва, Ленинград, Дюселдорф и други. През 1978 г. е вербуван за агент на III управление на Държавна сигурност с псевдоним „Бойко“. Свален е от действащия оперативен отчет през 1989 г. От 1978 до 1981 г. е последователно заместник-началник и началник на Клиниката по гръдна и сърдечно-съдова хирургия. Между 1981 и 1988 г. е заместник-началник на ВВМИ, отговарящ за учебната част. Началник на Военномедицинска академия от септември 1988 до юни 1990 г. От 1989 г. е член-кореспондент на БАН. По това време е член на Президиума на Висшата атестационна комисия. От 1989 г. е генерал-майор. От 1991 до 1993 г. е член на Висшата атестационна комисия. Автор и съавтор на 15 монографии.
Умира през януари 2021 г. 